# Constantin Henriquez
|  | Aquest article tracta sobre el jugador de rugbi. Si cerqueu l'esportista que estira la corda, vegeu «Francisco Henríquez de Zubiría». |

Constantin Henriquez va ser un jugador de rugbi haitià de naixement i francès d'adopció que va competir a cavall del segle xix i el segle xx. Va jugar de vuit, wing i centre. El 1900 va prendre part en els Jocs Olímpics de París, amb la qual cosa fou el primer negre en disputar uns Jocs Olímpics i alhora el primer en guanyar una medalla d'or en la competició de rugbi formant part de l'equip francès.
Fou jugador dels equips Olympique de París i Stade Français. Amb aquest segon guanyà les lligues franceses de 1897, 1898 i 1901.
Va introduir el futbol a Haití el 1904 i marcà el primer gol en un campionat local. Junt amb el seu germà Alphonse fou cofundador de la Union Sportive Haïtienne. El 1950 fou designat senador a Haití.